# Trio Exklusiv
Trio Exklusiv ist eine österreichische Band aus Wien.
Im Jahr 2006 war die Band für den FM4 Award, der im Rahmen der Amadeus Austrian Music Award verliehen wird, nominiert.

## Diskografie
Alben
- 2002: Trio Exklusiv (GECO Tonwaren)
- 2004: The Value Pack (Universal Music Group)
- 2005: International Standards (Universal Music Group)